# Lisza
Lisza románul: Lisa, település és községközpont Romániában, Erdélyben, Brassó megyében.

## Fekvése
Fogarastól délnyugatra fekvő település.

## Története
Lésza nevét 1527-ben említette először oklevél Lisza néven.
1534-ben Liza, Lysza, 1589-ben Lesza, 1602-ben Lésza, 1750-ben Lissa, 1761-ben Lessa, 1913-ban Lésza néven írták. 1639-ben Leza néven I. Rákóczi György birtoka volt. A trianoni békeszerződés előtt Fogaras vármegye Fogarasi járásához tartozott. 1910-ben 1500 lakosából 6 magyar, 1461 román volt. Ebből 352 görögkatolikus, 1138 görögkeleti ortodox volt.

## Források

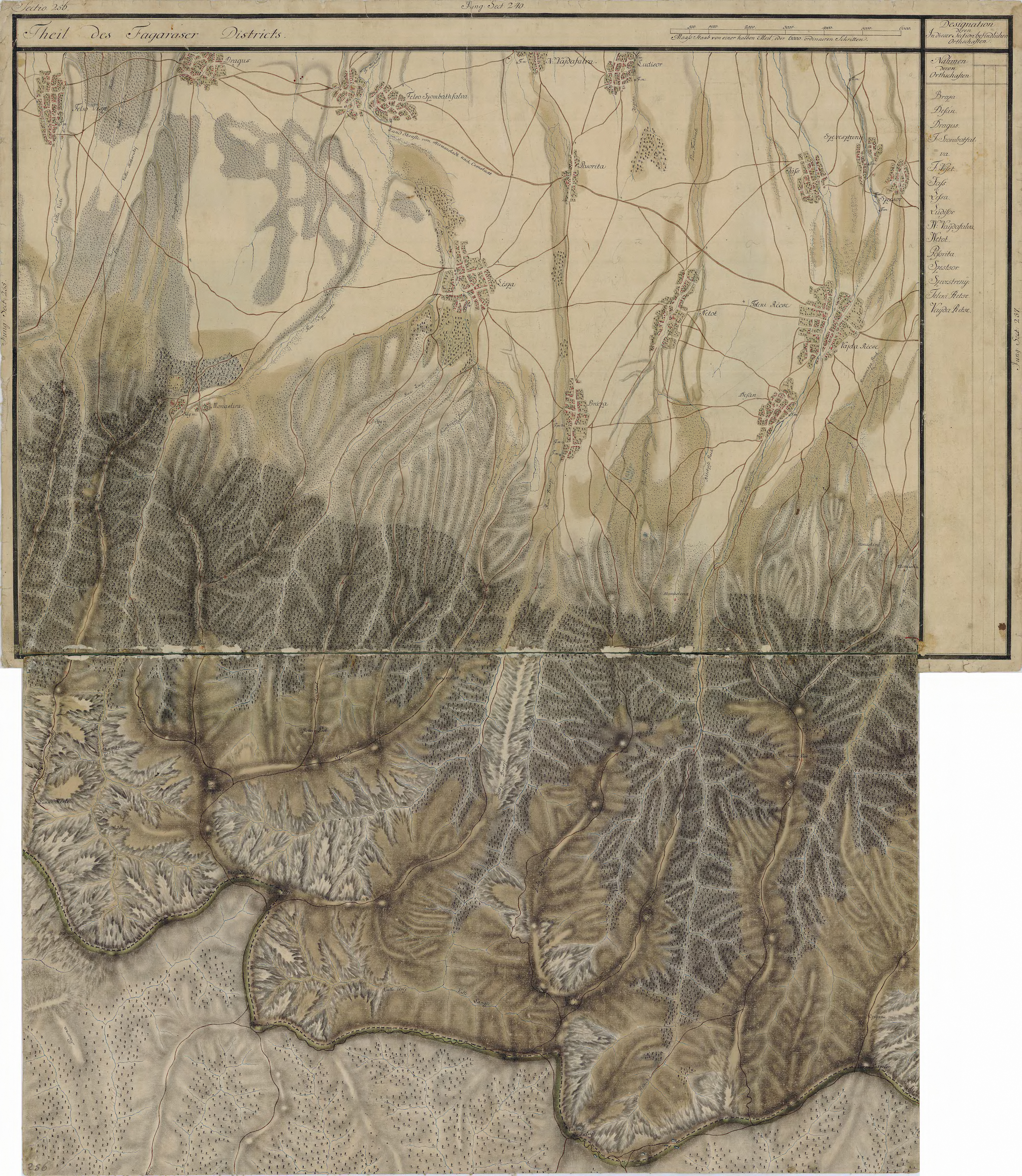
Lisza egy régi térképen